# Fabio Gadea Mantilla
Fabio Gadea Mantilla (Ocotal, 9 de noviembre de 1931), es un actor de radio, periodista radial, escritor y político nicaragüense. Es propietario y cofundador de la Radio Corporación. También representó a Nicaragua como diputado al Parlamento Centroamericano y fue presidente de ese organismo en 2004-2005, además de haber sido miembro de su Comisión de Educación, Cultura, Deportes, Ciencia y Tecnología desde 2007 en adelante.

## Biografía
Fabio Gadea Mantilla nació en Ocotal, el 9 de noviembre de 1931. Estudió la primaria en la Escuela de Ocotal y la secundaria en el Instituto Nacional de Occidente (INO), de la ciudad de León. En 1946 empezó a laborar como locutor en la radio La Voz de la América Central y dos años después en la Radio Mundial. En la Radio Mundial era uno de los locutores del noticiero “La Prensa en El Aire”, leyendo los titulares del diario La Prensa.
En 1959 crea el programa radial de cuentos Pancho Madrigal, cuyo narrador era el personaje homónimo interpretado por Rodolfo Arana Sándigo, llamado el Tío Popo. El 15 de marzo de  1965, Fabio, junto con su hermano Carlos Gadea Mantilla, el actor de radio José Castillo Osejo, Julio Armas y Francisco Bonilla, fundó la Radio Corporación, ubicada en los 540 kHz del dial en AM. El edificio de la radio estaba en la Calle Candelaria, de Managua.
Después del terremoto de Managua del 23 de diciembre de 1972, que también destruyó las instalaciones de Radio Corporación, esta fue trasladada al Residencial Bello Horizonte y más tarde al Residencial Ciudad Jardín. En 1973 Fabio grabó en disco LP la lectura del poema de Pedro Rafael Gutiérrez Réquiem a una ciudad muerta, dedicado a Managua, y musicalizado por el cantante y actor de radio Otto de la Rocha.
Después de ataques a Radio Corporación durante la insurrección de 1979 por la dictadura somocista y el triunfo de la Revolución Sandinista ese mismo año, Gadea se exilió en Costa Rica en 1982 por sus diferencias con el Frente Sandinista de Liberación Nacional (FSLN). Durante su exilio creó el programa radial Cartas de amor a Nicaragua y volvió a su país natal después de la derrota del FSLN en las elecciones de 1990.

## Carrera política
En 1996 fue elegido, por primera vez, como diputado al Parlamento Centroamericano (Parlacen) por el Partido Liberal Constitucionalista (PLC) en las elecciones generales.
En 2010 se postuló como candidato a la presidencia de Nicaragua en las elecciones generales de noviembre de 2011 por el Partido Liberal Independiente (PLI). En dichas elecciones fue derrotado por el presidente Daniel Ortega, candidato del FSLN.